# Peter Fleischmann
Peter Fleischmann   (Zweibrücken, 26 de juliol de 1937 - Potsdam, 11 d'agost de 2021) va ser un director de cinema, guionista i productor alemany. Va ser un dels principals representants del Nou Cinema Alemany des anys 1960-70.

## Biografia
Fill d'un jutge, que el va animar de nen a conrear interessos culturals i seguir lliçons de música. Juntament amb els seus tres germans van tocar com a quartet i, mentrestant, van dirigir el club de cinema a la seva escola. Havia d' entrar al conservatori, però durant l'adolescència va decidir "desafiar" la família i entrar en un Circ, amb el qual va treballar durant un any.
Més tard va continuar els seus estudis de germanística i psicologia. A Múnic va començar a anar a la DIF ( Deutsches Institut für Film und Fernsehen ) i realitzar curtmetratges: el primer, el 1957, tenia com a títol  Die Eintagsfliege  (la mosca efímera). Aquest primer experiment va ser seguit per Geschichte einer Sandrose (història d'una rosa), Brot der Wüste (pa del desert), Begegnung mit Fritz Lang (reunió amb Fritz Lang),  Der Test (experiment), Alexander und das Auto ohne linken Scheinwerfer (Alexander i el vehicle sense far esquerre).
El 1967 va dirigir  Herbst der Gammler (la caiguda de cabell), un documental sobre conflictes generacionals a través del qual va aconseguir el seu primer premi internacional. Mentrestant havia completat la seva formació com a cineasta a París amb beques de l'IDHEC (Institut des hautes études cinématographiques).
El 1969 va debutar en els llargmetratges amb Jagdszenen aus Niederbayern, una adaptació d'una obra de Martin Sperr a qui volia confiar el paper principal. La pel·lícula es basa en la inversió de la pauta de  Heimatfilm , la pel·lícula tradicional del cinema alemany amb fons regional patriòtic, per mostrar com la mania de l'ordre i el clima idíl·lic que hi ha en un petit poble agrícola són interromputs per l'arribada d'un homosexual, fins a arribar a una caça ferotge que amenaça de derivar en un linxament. En el mateix any va fundar amb el seu col·lega Volker Schlöndorff la productora Hallelujah Film, amb la qual va dirigir el 1972 Les campanes de Silèsia.
La següent,  Dorotheas Rache  (1973) soscava l'esquema igualment popular i rendible del Cinema pornogràfic: per denunciar l'explotació comercial del sexe utilitza un llenguatge cinematogràfic deliberadament descuidat, amb escenes sense valor, veus fora de sincronia o fora de marc, la filmació amb càmera de mà i llegendes satíriques. El 1974, Fleischmann va fer la primera pel·lícula amb el capital internacional,  Der dritte grad. Filmada a Grècia amb actors italians (Ugo Tognazzi és el protagonista) i francesos, la pel·lícula és una història kafkiana en Dictadura dels Coronels (1967-1974).
El 1978 dirigeix Die Hamburger Krankheit, una història de ciència-ficció, en el guió de la qual va treballar l'escriptor Roland Topor. Després de  Frevel  (1984), torna a la ciència-ficció el 1989 amb el controvertit Es ist nicht leicht ein Gott zu sein.
Es va dedicar més tard a la televisió, fent documentals, entre ells  Deutschland, Deutschland  (1991) i  Mein Onkel der Winzer  (1994).
Des de 1992, Peter Fleischmann va ser, juntament amb Schlöndorff, director d'estudis de l'antiga UFA, ara Estudis Babelsberg, a Potsdam.

## Filmografia
Les seves pel·lícules més destacades són:

### Director
- 1957: Die Eintagsfliege
- 1961: Geschichte einer Sandrose
- 1962: Brot der Wüste
- 1963: Begegnung mit Fritz Lang
- 1964: Der Test
- 1965: Alexander und das Auto ohne linken Scheinwerfer
- 1968: Herbst der Gammler
- 1969: Jagdszenen aus Niederbayern
- 1972: Les campanes de Silèsia (Das Unheil)
- 1974: Dorotheas Rache
- 1975: La Faille
- 1976: Rückkehr nach Unholzing
- 1979: Die Hamburger Krankheit
- 1984: Frevel
- 1987: Der Al Capone von der Pfalz
- 1990: El poder d'un déu (Es ist nicht leicht ein Gott zu sein)
- 1991: Deutschland, Deutschland
- 1993: Mein Onkel der Winzer (TV)
- 2006: Mein Freund, der Mörder

### Guionista
- 1957: Die Eintagsfliege
- 1968: Herbst der Gammler
- 1969: Jagdszenen aus Niederbayern
- 1972: Das Unheil
- 1974: Dorotheas Rache
- 1975: La Faille
- 1979: Die Hamburger Krankheit
- 1984: Frevel
- 1987: Les Exploits d'un jeune Don Juan
- 1987: Der Al Capone von der Pfalz
- 1990: Es ist nicht leicht ein Gott zu sein
- 1991: Deutschland, Deutschland
- 2006: Mein Freund, der Mörder

### Productor
- 1957: Die Eintagsfliege
- 1975: La Faille
- 1984: Frevel
- 1987: Der Al Capone von der Pfalz
- 1990: Es ist nicht leicht ein Gott zu sein
- 2006: Mein Freund, der Mörder

## Premis i nominacions
Nominacions
- 1972: Palma d'Or per Les campanes de Silèsia